# Liz Kendall
Elizabeth Louise Kendall (ur. 11 czerwca 1971 w Abbots Langley) – brytyjska polityczka, członkini Partii Pracy. Od 2024 minister pracy i emerytur. Od 2010 posłanka do Izby Gmin.

## Życiorys

### Młodość, wykształcenie i kariera zawodowa
Urodziła się i wychowała we wsi Abbots Langley, w hrabstwie Hertfordshire. Jest córką pracownika bankowego (zatrudnionego m.in. w Banku Anglii) i nauczycielki szkoły podstawowej. W 1979 jej ojciec został wybrany radnym z ramienia Liberalnych Demokratów. W 1993 ukończyła z wyróżnieniem studia z zakresu historii w Queens’ College na Uniwersytecie w Cambridge. Pracowała m.in. w związanym z Partią Pracy progresywnym think tanku IPPR, pełniąc w nim funkcję zastępcy dyrektora ds. zdrowia, opieki społecznej i małych dzieci. Kierowała również siecią pogotowia ratunkowego (Ambulance Service Network) oraz  Maternity Alliance (organizacją dobroczynną udzielającą pomocy kobietom w ciąży).

### Działalność polityczna
Wstąpiła do Partii Pracy w 1992, wkrótce po przegranych przez tę partię wyborach parlamentarnych. W latach 1996–1998 była asystentką posłanki, a od 1997 również minister zabezpieczenia socjalnego, Harriet Harman. Bez powodzenia ubiegała się o partyjną nominację przed wyborami w 2001 (zamierzała kandydować do Izby Gmin z okręgu wyborczego Chesterfield). W tym samym roku została asystentką posłanki Patricii Hewitt, wówczas minister handlu i przemysłu oraz przewodniczącej Zarządu Handlu, zaś od 2005 do 2007 – minister zdrowia. Odegrała wówczas istotną rolę w pracach nad ustawą (Health Act 2006), zakazującą palenia wyrobów tytoniowych w niektórych miejscach publicznych.
W 2010 po raz pierwszy została wybrana do Izby Gmin w okręgu Leicester West. Uzyskiwała w nim reelekcje poselskie w latach: 2015, 2017, 2019 i 2024.
W latach 2010–2015 pełniła funkcję rzeczniczki ds. zdrowia (oficjalnie wiceminister zdrowia) w gabinecie cieni Eda Milibanda. Po przegranych przez Partię Pracy wyborach parlamentarnych w 2015, kandydowała na stanowisko jej lidera. W wewnątrzpartyjnym głosowaniu uzyskała 4,5% głosów i zajęła ostatnie miejsce – za Jeremym Corbynem, Andym Burnhamem i Yvette Cooper. W kolejnych wyborach lidera laburzystów popierała kandydaturę Owena Smitha przeciw Corbynowi (w 2016), zaś w 2020 – Jess Phillips. Po zwycięstwie w tych wyborach Keira Starmera, objęła funkcję zastępcy ministra zdrowia i opieki społecznej w gabinecie cieni (Jonathana Reynoldsa, a od listopada 2021 – Wesa Streetinga). 4 września 2023 weszła w skład gabinetu cieni, jako minister pracy i emerytur.
5 lipca 2024 objęła to samo stanowisko w gabinecie Keira Starmera, utworzonym bezpośrednio po wygranych przez Partię Pracy wyborach parlamentarnych.
Jest zaliczana do umiarkowanego, centrolewicowego skrzydła partii. Opowiadała się m.in. za utrzymaniem wydatków wojskowych na poziomie co najmniej 2% PKB i szerszym dopuszczeniem prywatnych podmiotów leczniczych do świadczenia usług w ramach NHS, a także za integracją systemów ochrony zdrowia i opieki społecznej. Postulowała modyfikację polityki imigracyjnej poprzez przyjęcie, stosowanego m.in. w Australii, systemu punktowego dla pożądanych imingrantów. Krytykował też Eda Milibanda i Jemy'ego Corbyna za wrogie nastawienie do prywatnej przedsiębiorczości i ich propozycje w zakresie polityki podatkowej. Należy do Towarzystwa Fabińskiego.

### Życie prywatne
Przez wiele lat była związana z aktorem i komikiem Gregiem Daviesem. W styczniu 2022 została matką, korzystając z pomocy matki zastępczej – jako pierwsza w historii brytyjska parlamentarzystka.